# アラン・クロスランド
アラン・クロスランド（Alan Crosland、1894年8月10日 - 1936年7月16日）は、アメリカ合衆国の舞台俳優、映画監督。

## 生い立ちと経歴
ニューヨーク州ニューヨークで、裕福な家庭に生まれたアラン・クロスランドは、ダートマス大学に学んだ。大学卒業後、『ニューヨーク・グローブ (The New York Globe)』紙の付録雑誌の記者となった。演劇に関心を持ったことから、やがて舞台に立つようになり、シェイクスピア劇の女優アニー・ラッセル (Annie Russell) の舞台にも何度か参加した。
クロスランドは1912年から映画業界で働き始め、ニューヨークのブロンクス区にあったエジソン・スタジオ (Edison Studios) に入って2年ほど様々な仕事をやり、ひと通りの仕事を学んだ上で、短編映画の監督をするようになった。1917年には、長編映画の監督もするようになり、1920年にはオリーヴ・トーマスが出演した『ザ・フラッパー (The Flapper)』を監督した。これは同年9月に死去したトーマスにとって最後の時期に撮影された映画のひとつであった。
1925年、ジェシー・L・ラスキー (Jesse L. Lasky) の映画制作会社フェイマス・プレイヤーズ＝ラスキー (Famous Players-Lasky：パラマウント映画の前身のひとつ)で働いていたクロスランドは、ワーナー・ブラザースへ移り、ハリウッドのスタジオで働き始めた。クロスランドはワーナーでサイレント映画を数本監督したが、その中には、1926年の映画でジョン・バリモアが主演した『ドン・ファン (Don Juan)』が含まれていた。この作品は、ヴァイタフォン方式によって効果音や音楽を同期させた、最初の長編映画であったが、台詞のやりとりは音声に含まれていなかった。クロスランドは、アル・ジョルスンが主演した『ジャズ・シンガー』（1927年）の監督に選ばれた。この作品によって、クロスランドは映画界の流れを変えた最初のトーキー映画の監督として有名になった。

## 死
クロスランドは1936年にロサンゼルスのサンセット大通りで自動車事故に遭い、41歳で死去した。亡骸はハリウッド・フォーエヴァー墓地 (Hollywood Forever Cemetery) に葬られた。しかし、彼の墓は埋葬後67年間も墓標が建てられず、ようやく2003年になって、ハリウッド・アンダーグラウンド (The Hollywood Underground) の寄付によって墓石が設けられた。
息子のアラン・クロスランドJr.（Alan Crosland, Jr.、1918年 – 2001年）は、後にテレビ・ディレクターとして成功した。その母親はフアニータ・フレッチャー (Juanita Fletcher) であった。

## フィルモグラフィ

### 監督作品
セルズニック
- The Fear Market (1916)

エジソン
- Kidnapped (1917)
- The Light in Darkness (1917)
- Knights of the Square Table (1917)
- The Little Chevalier (1917)
- The Story That the Keg Told Me (1917)（短編）

コンケスト/エジソン
- Chris and His Wonderful Lamp (1917)
- Friends, Romans and Leo (1917)（短編）

パーフェクション/エジソン
- The Apple-Tree Girl (1917)
- The Unbeliever (1918)

セレクト
- The Whirlpool (1918)

セルズニック
- The Country Cousin (1919)
- Greater Than Fame (1920)
- Youthful Folly (1920)
- ザ・フラッパーThe Flapper (1920)
- The Point of View (1920)
- Everybody's Sweetheart (1920)
- Broadway and Home (1920)
- Jennie (1920)
- Worlds Apart (1921)
- Is Life Worth Living? (1921)

リアラート
- Room and Board (1921)

セルズニック
- Shadows of the Sea (1922)
- 若人の世界 Why Announce Your Marriage? (1922)
- The Prophet's Paradise (1922)

ハウスマン・コメディーズ
- The Snitching Hour (1922)

ティルフォード・シネマ
- 女性の意気 Slim Shoulders (1922)

コスモポリタン
- 霧の中の顔 The Face in the Fog (1922)
- 女性の敵 Enemies of Women (1923)
- Under the Red Robe (1923)

ゴールドウィン
- Three Weeks (1924)

ティルフォード・シネマ
- Miami (1924)

フェイマス・プレイヤーズ＝ラスキー
- 良心を見詰めて Unguarded Women (1924)
- 天国の罪人 Sinners in Heaven (1924)
- Contraband (1925)

ワーナー
- 断髪恥かし Bobbed Hair (1925)
- ドン・ファン Don Juan (1926)
- When a Man Loves (1927)
- 我れ若し王者なりせば The Beloved Rogue (1927)
- 人肉の桑港 Old San Francisco (1927)
- ジャズ・シンガー The Jazz Singer (1927)
- 祖国の叫び Glorious Betsy (1928)
- The Scarlet Lady (1928)
- エロ大行進 On with the Show! (1929)
- クラック将軍 General Crack (1930)
- Song of the Flame (1930)
- Big Boy (1930)
- 呪われし青春 Viennese Nights (1930)
- Captain Thunder (1930)
- Children of Dreams (1931)

パトリシアン（アラン・クロスランド・プロダクション）
- The Silver Lining (1932)

フォックス
- Week Ends Only (1932)
- Hello, Sister! (1933)

ファースト・ナショナル
- 異人種の争闘 Massacre (1934)
- 夜の十二時 Midnight Alibi (1934)

ワーナー
- The Personality Kid (1934)
- The Case of the Howling Dog (1934)
- The White Cockatoo (1935)

ユニバーサル
- It Happened in New York (1935)
- 戦慄の殺人 Mister Dynamite (1935)
- Lady Tubbs (1935)
- King Solomon of Broadway (1935)
- 大陸間謀戦 The Great Impersonation (1935)